# ホルヘ・ボルピ

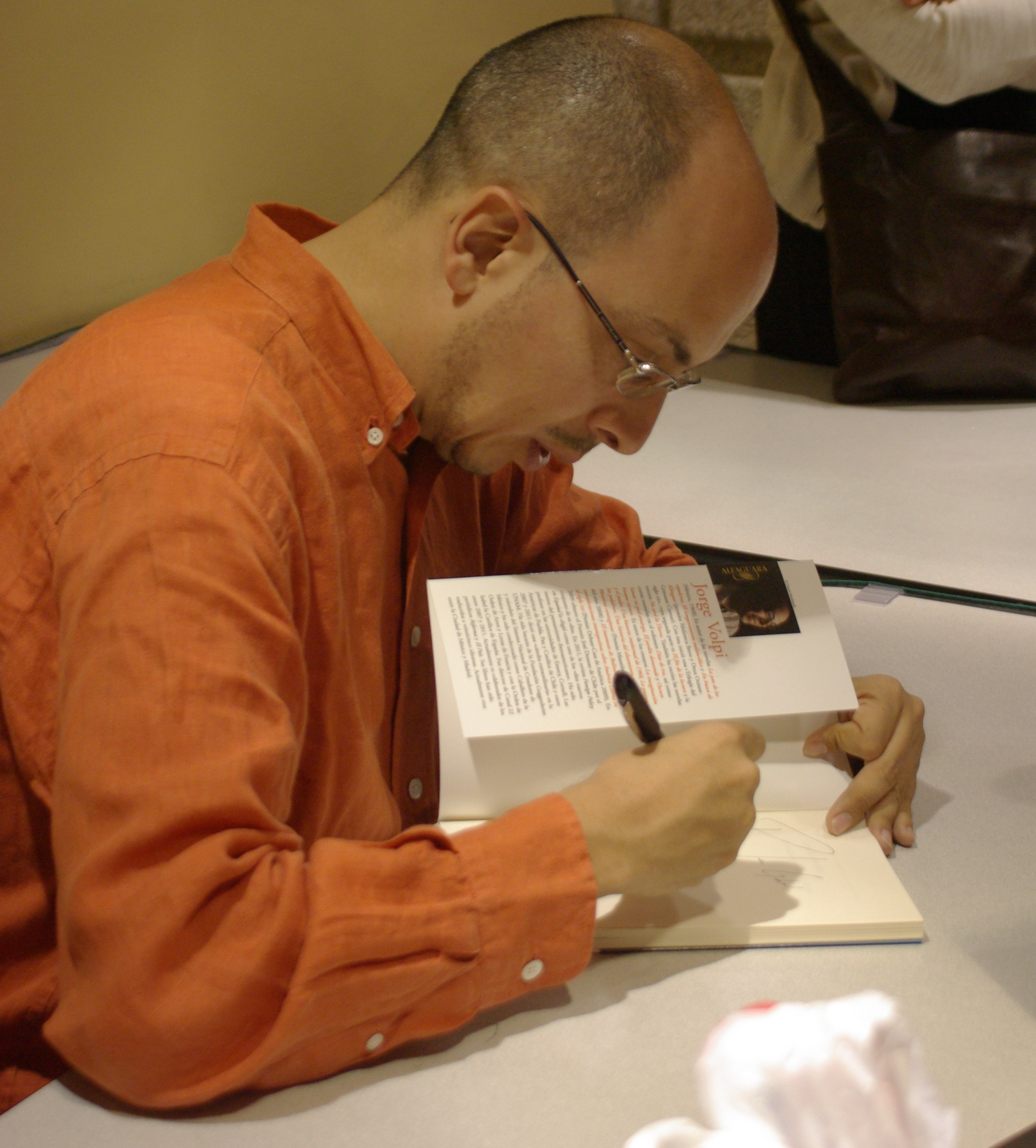
2011年マイアミ国際文芸祭にてサインに応じているホルヘ・ボルピ

ホルヘ・ルイス・ボルピ・エスカランテ（スペイン語: Jorge Luis Volpi Escalante, 1968年7月10日 - ）は、メキシコ・メキシコシティ出身の著作家。

## 略歴
若い頃から執筆を始め、16歳のときにメキシコ大学センターが主宰する文学コンクールに作品を応募する。同賞には、後に『クラック・ムーブメント』を共に主動することとなるイグナシオ・パディージャやエロイ・ウロスも参加している。 
1991年、メキシコ国立自治大学法律学部を卒業し、その後同大学のメキシコ文学修士を取得する。1995年、サラマンカ大学の文献学博士課程に進み、後にエッセイ『戦争と言葉』として出版された博士論文を上梓する。
1996年、パディージャ、ウロス、他メキシコ人作家たちと共同で『クラック宣言』を発表する。これは、いわゆるラテンアメリカ文学ブーム世代の潮流から脱することを目的とした、ポストブーム作家たちによる文学運動に先立つマニフェストであり、ボルピたち代表的な作家は『クラック世代』と呼ばれる。
1992年出版の長編『暗い沈黙にもかかわらず』でデビューしたのち、メキシコ国内外の出版社から小説やエッセイ、評論等を発表する。1999年に長編小説『クリングゾールをさがして』を出版し、ビブリオテーカ・ブレーベ賞を受賞、また同書は世界25ヶ国語以上に翻訳され、作者の国際的評価を確立させることとなった。同作は『20世紀をめぐる三部作』の1作目とされ、『狂気の終わり』(2003)、『地球じゃない』(2006)の出版をもって完結した。ボルピの小説が原作となった同名映画『選ばれし少女たち』（ダビ・パブロ監督）が2016年に公開され、アリエル映画賞の作品賞を受賞した。近年では、長編『ある犯罪小説』(2018)を発表し、スペイン語圏の権威ある文学賞アルファグアラ賞を獲得した。 
ボルピは、アメリカのコーネル大学、プリンストン大学、エモリー大学、メキシコ国内のラス・アメリカス大学等で教鞭をとり、また2013年から2016年の間、ラテンアメリカで最も重要な芸術の祭典として知られるセルバンティーノ国際芸術祭の代表を務めた。退任後の2016年12月からはメキシコ国立自治大学の文化普及局代表に就任するなど執筆活動以外でも幅広い活動を続けている。

## 作品

### 小説
- Pieza en forma de sonata, para flauta, oboe, cello y arpa, Op. 1 (1991)
- A pesar del oscuro silencio (1992)
- Días de ira (1994)
- La paz de los sepulcros (1995) (改訂版2007)
- El temperamento melancólico (1996)
- Sanar tu piel amarga, (1997)
- En busca de Klingsor (1999) (『クリングゾールをさがして』、安藤哲行訳、河出書房新社、2015年)
- El juego del Apocalipsis (2000)
- Dos novelitas poco edificantes (2003)
- El fin de la locura (2003)
- No será la Tierra (2006)
- El jardín devastado (2008)
- Oscuro bosque oscuro (2009)
- La tejedora de sombras (2012)
- Memorial del engaño (2014)
- Las elegidas (2015) 映画化『選ばれし少女たち』(2016)、ダビ・パブロ監督、ボルピ脚本（第12回ラテンビート映画祭にて日本公開）[4]
- Tiempo de cenizas (2016)
- Una novela criminal (2018)

### エッセイ・批評
- La imaginación y el poder: una historia intelectual de 1968 (1998)
- La guerra y las palabras: una historia intelectual de 1994 (2004)
- Crack: instrucciones de uso, con Ricardo Chávez Castañeda, Alejandro Estivill, Vicente Herrasti, Ignacio Padilla, Pedro Ángel Palou y Eloy Urroz (2004)
- Mentiras contagiosas (2008)
- El insomnio de Bolívar: cuatro consideraciones intempestivas sobre América latina en el siglo XXI (2009)
- Leer la mente: El cerebro y el arte de la ficción (2011)
- Ficciones criminales: estampas de la crisis (2008-2014) (2014)
- Examen de mi padre (2016)
- Contra Trump: panfleto urgente (2017)